# Van Lyndenpolder
De Van Lyndenpolder is een polder behorend tot de Polders tussen Hulst en Appelzak, ten noordwesten van Vogelwaarde in de Nederlandse provincie Zeeland.
Deze polder kwam tot stand door een afdamming van het Hellegat, dichter bij de monding. Het betrof een zeedijk van 800 meter lengte. De polder kwam gereed in 1877. Ze werd vernoemd naar Rudolph Willem van Lynden, die Commissaris des Konings in Zeeland was. De polder is 174 ha groot.